# Популонія
Популонія (італ. Populonia, лат. Populonium, етр. Pupluna або Fufluna) — місто, що розташоване у складі комуни Пйомбіно (Тоскана, Італія). Населення на 2009 рік — 17 осіб.
Відоме великою кількістю знайдених у ньому етруських старожитностей, зрокрема з один з некрополів Італії, який був виявлений археологом Ісідоро Фалькі. Місто розташоване на північній частині півострова Монте Масансело, на північ від Пйомбіно. Крім того, що воно розташоване на етруській території, у ньому розташована масивна кам'яна фортеця, побудована з каменів етруських будівель в XV столітті Апіані, володарем Пйомбіно.

## Стародавня Популонія

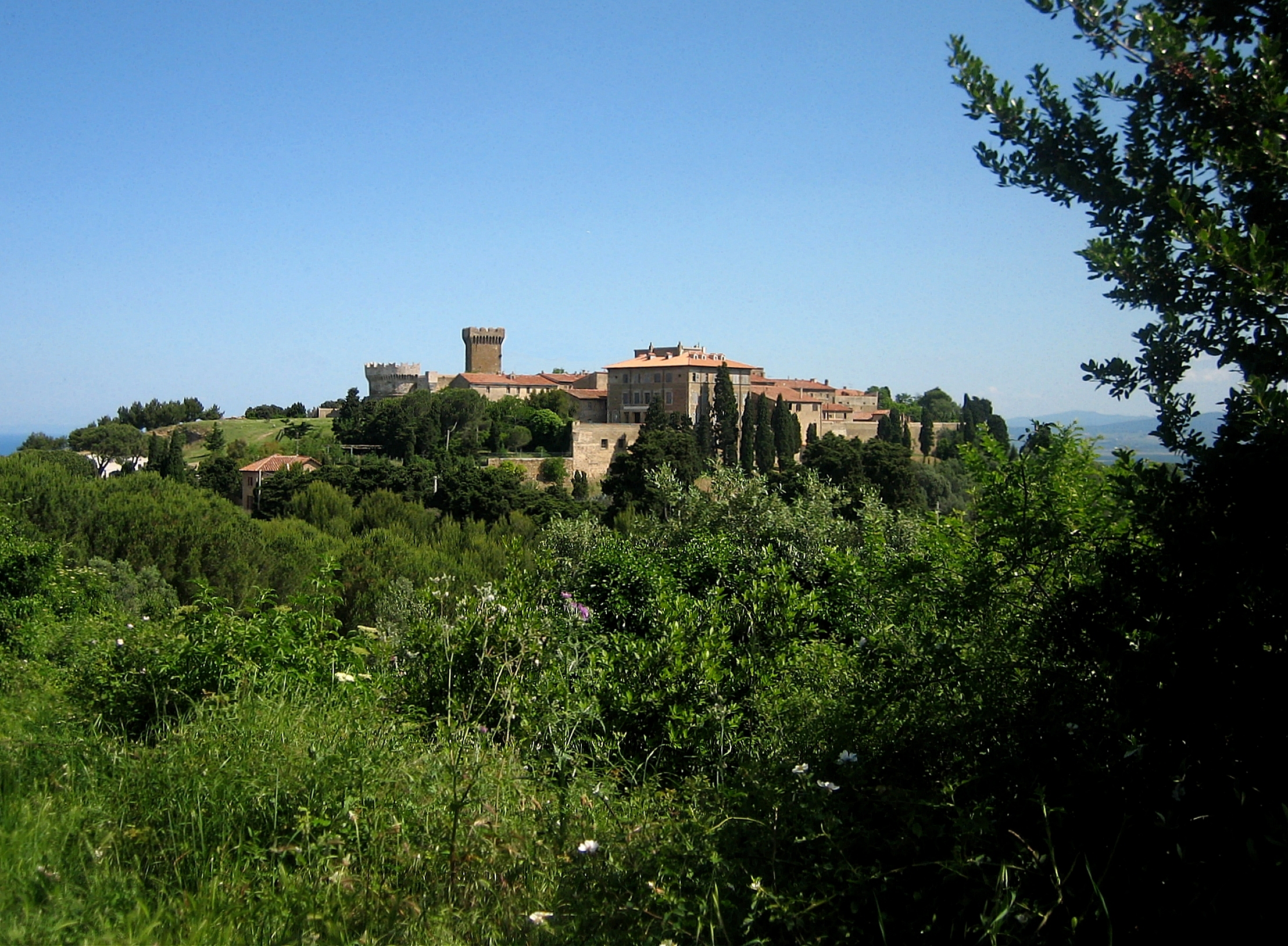
Панорама Популоніі

Популонія в давнину була портом Етрурії. Спочатку — пов'язаним з Вольтеррою, але пізніше перетворився в процвітаючий та незалежний морський центр. 
За словами Вергілія, місто направило контингент в допомогу Енею та забезпечило Сципіона Старшого залізом в 205 до н.е.. Місто счинило серйозний опір Корнелію Суллі, який взяв його в облогу. З цього моменту починається його занепад, який добре описав Страбон (т. 2, 6, стр. 223), а чотири століття потому Рутілій Клавдій Намаціан описує його повне падіння. Місто було зруйноване 570 року лангобардами; кілька вцілілих, на чолі з єпископом Святим Цербонієм, втекли на Ельбу.

## Опис
Популонія є одним з небагатьох етруських міст, побудованих прямо на березі моря і розташованих на високому пагорбі, на якому тепер стоїть середньовічний замок та сучасне містечко. Численні залишки стін міста, великі, неправильної прямокутної форми плити (форма, яка виходить з природного розщеплення сланцевого пісковику), все ще існують. Залишки, що знаходяться всередині них повністю римські — ряд склепінних основ, водосховища та мозаїка із зображенням риб. Страбон згадує про існування тут оглядової вежі.
Є гробниці за межами міста, які належать до часу, починаючи з 9 століття до н.е. і до середини 3 століття до н.е. Деякі з гробниць були досліджені 1908 року. В одній з них було знайдено три могильні кушетки, зроблені з каменю та вирізані в імітації дерева, а також бронзову статую Аякса, який накладає на себе руки. Поруч був знайдений хомут з чотирнадцятьма бронзовими дзвіночками, залишки храму, зруйнованого в давнину (можливо, Діонісієм Сиракузьким в 384 до н.е.). Також були знайдені вази, з уривками з мансарди (5 століття до н.е.), монети зі срібла й міді.